# Couvent de Notre-Dame de la Merci
Pour les articles homonymes, voir Couvent de la Merci (homonymie).
Ne doit pas être confondu avec Couvent de la Merci à Paris.
Le couvent de Notre-Dame de la Merci est fondé entre 1262 et 1266 et installé dans le prieuré de Saint-Martin au niveau de l'actuelle place du Saré et de l'actuelle rue François Boher dans le quartier Saint-Mathieu à Perpignan. 

## Histoire
Datant du XIIIe siècle le Couvent de Notre-Dame de la Merci était tenu par les religieux de l'Ordre des Mercédaires ou Ordre de Notre-Dame-de-la-Merci qui se consacraient au rachat des chrétiens détenus en captivité en terre d'Islam. On compte une douzaine de frères de la Merci au XVIIIe siècle.
L'église des Mercédaires fut construite au XIIIe et XIVe siècle.
La majorité des bâtiments subsiste jusqu'au début du XXe siècle. En 1922, une aile est convertie en Bains-Douches et en 1972 l'église est rasée. Il ne reste plus à ce jour que de rares vestiges : une porte d'entrée donnant sur une salle voûtée et une galerie avec des arcades.